# 2221 Chilton
2221 Chilton este un asteroid din centura principală, descoperit pe 25 august 1976.